# Jan Chodźko
Pour les articles homonymes, voir Chodzko.
Jan Borejko Chodźko armoiries Kościesza, né le 15 avril 1776 à Krzywicze, mort le 10 novembre 1851 à Minsk est un écrivain, dramaturge et franc-maçon polonais.

## Biographie
Fils de Józef et Konstancja Chodźko armoiries Kościesza, Jan est issue d'une vieille famille qui s’est particulièrement distinguée du XIVe au XIXe siècle au service de la république des Deux Nations (Lituanie et Pologne). 
Lorsque les troupes napoléoniennes et leurs légions polonaises pénètrent en Lituanie en 1812, Jan Chodźko participe au gouvernement provisoire polonais de Minsk.
Actif dans le domaine littéraire, il écrit des drames (Boleslas III Bouche-Torse, Krakus), des romans (La dame de Castellan et ses voisins), mais c'est son œuvre Jan z Świsłoczy, un voyageur itinérant publié en 1821 qui remporte le plus grand succès.
Après la retraite des Français, Chodźko doit fuir la Pologne et il y ne revient qu'après l’amnistie de l'empereur Alexandre.
Il est fondateur de deux loges maçonniques, l’une à Vilnius et l’autre à Minsk. Pour son activité au sein des Philomathes, une société secrète patriotique polonaise, il est arrêté et conduit à la prison de Saint-Saint-Pétersbourg. Il ne revient dans sa patrie que des années plus tard.   
Pour avoir participé à l'insurrection polonaise du 29 novembre 1830, il est de nouveau arrêté, condamné et déporté en Sibérie. Après son retour quelques années plus tard dans sa propre propriété Krzywicze, il s'occupe de la littérature.  
Il meurt à Minsk en 1851.  

### Descendance
Il épousa Klara Korsak avec qu'il eu trois fils : le militaire et cartographe Józef Chodźko, le diplomate et orientaliste Aleksander Chodźko et le poète Michał Chodźko.

## Œuvres
- La Lituanie délivrée ou le passage du Niémen, imprimée à Minsk en 1812